# Championnat d'Uruguay de football 1978
Navigation
Saison précédente Saison suivante
La saison 1978 du Championnat d'Uruguay de football est la soixante-seizième édition du championnat de première division en Uruguay. Les douze meilleurs clubs du pays sont regroupés au sein d'une poule unique, la Primera División, où ils s'affrontent deux fois au cours de la saison, à domicile et à l'extérieur. Afin de permettre le passage du championnat de 12 à 14 formations en deux saisons, il n’y a pas de club relégué à l’issue de la saison et le champion de deuxième division est promu.
C'est le CA Peñarol qui est sacré champion d'Uruguay cette saison après avoir terminé invaincu en tête du classement final, avec trois points d’avance sur le tenant du titre, le Nacional et quinze sur le promu de Primera B, Centro Atlético Fénix. C'est le 33e titre de champion d'Uruguay de l’histoire du club.

## Qualifications continentales
Les deux premiers de la Liguilla pré-Libertadores obtiennent leur billet pour la prochaine Copa Libertadores.

## Les clubs participants
| - CA Peñarol - Defensor Sporting Club - Club Nacional de Football - Club Atlético Bella Vista - Huracán Buceo - Liverpool FC | - Danubio FC - CA Cerro - CA Rentistas - Centro Atlético Fénix - Promu de D2 - Montevideo Wanderers - Institución Atlética Sud América |

## Compétition

### Classement
Le barème utilisé pour établir le classement est le suivant :
- Victoire : 2 points
- Match nul : 1 point
- Défaite : 0 point

| Rang | Équipe                     | Pts | J  | G  | N  | P  | Bp | Bc | Diff |
| ---- | -------------------------- | --- | -- | -- | -- | -- | -- | -- | ---- |
| 1    | Club Atlético Peñarol      | 39  | 22 | 17 | 5  | 0  | 70 | 22 | +48  |
| 2    | Club Nacional de FootballT | 36  | 22 | 16 | 4  | 2  | 50 | 20 | +30  |
| 3    | Centro Atlético FénixP     | 24  | 22 | 9  | 6  | 7  | 34 | 31 | +3   |
| 4    | Defensor Sporting Club     | 21  | 22 | 7  | 7  | 8  | 28 | 34 | -6   |
| 5    | Montevideo Wanderers       | 20  | 22 | 8  | 4  | 10 | 29 | 25 | +4   |
| 6    | Danubio Fútbol Club        | 20  | 22 | 6  | 8  | 8  | 29 | 38 | -9   |
| 7    | Sud América                | 19  | 22 | 6  | 7  | 9  | 24 | 29 | -5   |
| 8    | Club Atlético Cerro        | 19  | 22 | 6  | 7  | 9  | 24 | 35 | -11  |
| 9    | Club Atlético Rentistas    | 18  | 22 | 6  | 6  | 10 | 27 | 33 | -6   |
| 10   | Huracán Buceo              | 18  | 22 | 5  | 8  | 9  | 24 | 40 | -16  |
| 11   | Club Atlético Bella Vista  | 17  | 22 | 3  | 11 | 8  | 23 | 34 | -11  |
| 12   | Liverpool Fútbol Club      | 13  | 22 | 3  | 7  | 12 | 20 | 41 | -21  |

|  | Club champion d’Uruguay 1978 et qualifié pour la Liguilla pré-Libertadores |
|  | Qualification pour la Liguilla pré-Libertadores                            |
|  | T : Tenant du titre P : Promu de D2                                        |

### Liguilla pré-Libertadores
Les six clubs qualifiés pour la Liguilla s'affrontent une nouvelle fois pour déterminer les deux clubs qualifiés pour la Copa Libertadores 1979. Si le champion ne termine pas parmi les deux premiers, il obtient le droit d'affronter le second de la Liguilla pour connaître la deuxième formation qualifiée.
| Rang | Équipe                    | Pts | J | G | N | P | Bp | Bc | Diff |  | Résultats (▼ dom., ► ext.) | Peñ | Nac | Wan | Def | Fén | Hur |
| ---- | ------------------------- | --- | - | - | - | - | -- | -- | ---- |  | -------------------------- | --- | --- | --- | --- | --- | --- |
| 1    | CA PeñarolT               | 10  | 5 | 5 | 0 | 0 | 13 | 3  | +10  |  | CA PeñarolT                |     | 3-0 | 2-1 | 4-1 | 3-1 | 1-0 |
| 2    | Club Nacional de Football | 8   | 5 | 4 | 0 | 1 | 13 | 5  | +8   |  | Club Nacional de Football  |     |     | 3-0 | 2-0 | 6-1 | 2-1 |
| 3    | Montevideo Wanderers      | 4   | 5 | 1 | 2 | 2 | 4  | 7  | -3   |  | Montevideo Wanderers       |     |     |     | 0-0 | 2-1 | 1-1 |
| 4    | Defensor Sporting Club    | 3   | 5 | 1 | 1 | 3 | 4  | 8  | -4   |  | Defensor Sporting Club     |     |     |     |     | 1-2 | 2-0 |
| 5    | Centro Atlético Fénix     | 3   | 5 | 1 | 1 | 3 | 5  | 12 | -7   |  | Centro Atlético Fénix      |     |     |     |     |     | 0-0 |
| 6    | Huracán Buceo             | 2   | 5 | 0 | 2 | 3 | 2  | 6  | -4   |  | Huracán Buceo              |     |     |     |     |     |     |

## Bilan de la saison
| Championnat d'Uruguay de football 1978 |                                   |
| Champion                               | Club Atlético Peñarol (33e titre) |
| Qualifications continentales           |                                   |
| Copa Libertadores 1979                 | Club Nacional de Football         |
| Copa Libertadores 1979                 | Club Atlético Peñarol             |
| Promotions et relégations              |                                   |
| Promus en Primera División             | CA River Plate                    |
| Relégués en Primera B                  | Aucun                             |